# Copa São Paulo de Futebol Feminino de 2023
A Copa São Paulo de Futebol Feminino de 2023 foi a primeira edição desta competição futebolística de categoria de base organizada pela Federação Paulista de Futebol (FPF).

## Formato e participantes
A primeira fase teve a participação das 16 equipes divididas em quatro grupos com quatro equipes, sendo que cada chave jogou em um estádio da capital paulista e, somente o campeão de cada grupo, avançou para a próxima fase que tinhas duas semifinais com jogo único e os vencedores foram para a final.
Os 16 participantes foram:
| Estado            | Equipe           |
| ----------------- | ---------------- |
| Bahia             | Vitória          |
| Ceará             | Fortaleza        |
| Distrito Federal  | Minas Brasília   |
| Distrito Federal  | Real Brasília    |
| Minas Gerais      | América Mineiro  |
| Minas Gerais      | Atlético Mineiro |
| Paraíba           | Botafogo-PB      |
| Rio de Janeiro    | Botafogo         |
| Rio de Janeiro    | Flamengo         |
| Rio de Janeiro    | Fluminense       |
| Rio Grande do Sul | Grêmio           |
| Rio Grande do Sul | Internacional    |
| São Paulo         | Corinthians      |
| São Paulo         | Ferroviária      |
| São Paulo         | Santos           |
| São Paulo         | São Paulo        |

## Primeira fase

### Grupo A – Canindé
| Pos | Equipe      | Pts | J | V | E | D | GP | GC | SG | Classificado |     | FLA | SAN | GRE | BTF |
| --- | ----------- | --- | - | - | - | - | -- | -- | -- | ------------ | --- | --- | --- | --- | --- |
| 1   | Flamengo    | 7   | 3 | 2 | 1 | 0 | 6  | 4  | +2 | Próxima fase |     | —   |     | 3–2 |     |
| 2   | Santos      | 5   | 3 | 1 | 2 | 0 | 4  | 3  | +1 |              |     | 1–1 | —   |     | 2–1 |
| 3   | Grêmio      | 4   | 3 | 1 | 1 | 1 | 5  | 4  | +1 |              |     | 1–1 | —   | 2–0 |     |
| 4   | Botafogo-PB | 0   | 3 | 0 | 0 | 3 | 2  | 6  | −4 |              | 1–2 |     |     | —   |     |

### Grupo B – Nicolau Alayon
| Pos | Equipe         | Pts | J | V | E | D | GP | GC | SG  | Classificado |     | INT | FER | MBR | VIT |
| --- | -------------- | --- | - | - | - | - | -- | -- | --- | ------------ | --- | --- | --- | --- | --- |
| 1   | Internacional  | 9   | 3 | 3 | 0 | 0 | 14 | 2  | +12 | Próxima fase |     | —   |     | 5–2 |     |
| 2   | Ferroviária    | 4   | 3 | 1 | 1 | 1 | 4  | 2  | +2  |              |     | 0–1 | —   |     | 3–0 |
| 3   | Minas Brasília | 4   | 3 | 1 | 1 | 1 | 6  | 8  | −2  |              |     | 1–1 | —   | 3–2 |     |
| 4   | Vitória        | 0   | 3 | 0 | 0 | 3 | 2  | 14 | −12 |              | 0–8 |     |     | —   |     |

### Grupo C – Rua Javari
| Pos | Equipe          | Pts | J | V | E | D | GP | GC | SG  | Classificado |      | SPA | FLU | AME | RBR |
| --- | --------------- | --- | - | - | - | - | -- | -- | --- | ------------ | ---- | --- | --- | --- | --- |
| 1   | São Paulo       | 7   | 3 | 2 | 1 | 0 | 16 | 2  | +14 | Próxima fase |      | —   |     | 5–1 |     |
| 2   | Fluminense      | 7   | 3 | 2 | 1 | 0 | 9  | 1  | +8  |              |      | 1–1 | —   |     | 7–0 |
| 3   | América Mineiro | 1   | 3 | 0 | 1 | 2 | 4  | 9  | −5  |              |      | 0–1 | —   | 3–3 |     |
| 4   | Real Brasília   | 1   | 3 | 0 | 1 | 2 | 3  | 20 | −17 |              | 0–10 |     |     | —   |     |

### Grupo D – Arena Ibrachina
| Pos | Equipe           | Pts | J | V | E | D | GP | GC | SG | Classificado |     | BOT | ATL | COR | FOR |
| --- | ---------------- | --- | - | - | - | - | -- | -- | -- | ------------ | --- | --- | --- | --- | --- |
| 1   | Botafogo         | 9   | 3 | 3 | 0 | 0 | 8  | 1  | +7 | Próxima fase |     | —   | 3–0 |     |     |
| 2   | Atlético Mineiro | 4   | 3 | 1 | 1 | 1 | 3  | 4  | −1 |              |     |     | —   | 1–1 | 2–0 |
| 3   | Corinthians      | 4   | 3 | 1 | 1 | 1 | 4  | 6  | −2 |              | 1–4 |     | —   | 2–1 |     |
| 4   | Fortaleza        | 0   | 3 | 0 | 0 | 3 | 1  | 5  | −4 |              | 0–1 |     |     | —   |     |

## Fases finais

### Tabela
Em negrito as equipes vencedoras.
|  | Semifinais      | Semifinais      | Semifinais |          |          | Final    | Final | Final |  |
|  |                 |                 |            |          |          |          |       |       |  |
|  | Internacional   | Internacional   | 1 (4)      |          |          |          |       |       |  |
|  | Internacional   | Internacional   | 1 (4)      |          |          |          |       |       |  |
|  | Botafogo (pen.) | Botafogo (pen.) | 1 (5)      |          |          |          |       |       |  |
|  | Botafogo (pen.) | Botafogo (pen.) | 1 (5)      |          | Botafogo | Botafogo | 0     |       |  |
|  |                 |                 |            |          | Botafogo | Botafogo | 0     |       |  |
|  |                 |                 | Flamengo   | Flamengo | 2        |          |       |       |  |
|  | Flamengo (pen.) | Flamengo (pen.) | Flamengo   | Flamengo | 2        | 3 (4)    |       |       |  |
|  | Flamengo (pen.) | Flamengo (pen.) |            |          |          |          |       |       |  |
|  | São Paulo       | São Paulo       | 3 (1)      |          |          |          |       |       |  |

### Semifinal
| 13 de dezembro | Internacional | 1 – 1 (4–5 pen.) | Botafogo         | São Paulo                                                 |  |
| 15:00          | Priscila 28'  | Súmula (FPF)     | Duda Basílio 81' | Estádio: Comendador Sousa Árbitra: SP Adeli Mara Monteiro |  |

| 14 de dezembro | Flamengo                                | 3 – 3 (4–1 pen.) | São Paulo                                 | São Paulo                                           |  |
| 15:00          | Letícia 9' · Ana Donato 63' · Núbia 78' | Súmula (FPF)     | Kedima 36' · Ana Júlia 67' · Milena 90+3' | Estádio: Javari Árbitra: SP Daiane Muniz dos Santos |  |

### Final
| 17 de dezembro | Botafogo | 0 – 2        | Flamengo                              | São Paulo                                          |  |
| 10:30          |          | Súmula (FPF) | Mariana Fernandes 82' · Pimenta 90+3' | Estádio: Canindé Árbitra: SP Marianna Nanni Batalh |  |

## Premiação
| Copa São Paulo de Futebol Feminino de 2023 |
| Rio de Janeiro                             |
| ------------------------------------------ |
| FLAMENGO Campeão (1.º título)              |